# Coronavirusul sindromului respirator acut sever 2
Coronavirusul sindromului respirator acut sever 2 (abreviat SARS-CoV-2), numit oficial astfel de către OMS (în chineză: 2019新型冠狀病毒), cunoscut inițial sub numele coronavirusul 2019-nCoV și popular sub numele de coronavirusul din Wuhan (în chineză simplificată: 武汉冠状病毒; chineză tradițională: 武漢冠狀病毒) și coronavirusul pneumoniei din piața de fructe de mare din Wuhan, este un coronavirus ARN monocatenar cu polaritate pozitivă, care cauzează sindromul respirator acut sever 2. Primele cazuri suspecte au fost notificate către OMS pe 31 decembrie 2019, la doar peste trei săptămâni de la apariția primelor cazuri simptomatice pe 8 decembrie 2019. Virusul a fost secvențiat genomic după teste de acid nucleic pe specimene de la un pacient cu pneumonie în timpul epidemiei de coronavirus din Wuhan din 2019-20.

## Semne și simptome
Simptomele raportate includ febră, oboseală, tuse uscată, dificultăți de respirație și detresă respiratorie. La majoritatea celor internați, semnele vitale au fost stabile la admitere, iar pacienții au prezentat leucopenie și limfopenie.

## Virusologie

### Clasificare
Acest virus face parte din familia coronavirusurilor. Acestea formează o mare familie de virusuri, iar bolile pe care le provoacă pot varia de la simpla răceală la mai multe boli grave, precum sindromul respirator din Orientul Mijlociu (MERS) și sindromul respirator acut sever (SARS). Deși coronavirusurile sunt o largă familie de virusuri, se credea că numai șase (229E, NL63, OC43, HKU1, MERS-CoV și SARS-CoV) pot infecta oameni. Astfel, 2019-nCoV a devenit al șaptelea.
Secvențe din betacoronavirusul Wuhan au similitudini cu betacoronavirusurile găsite la lilieci. Cu toate acestea, virusul este genetic distinct de alte coronavirusuri, precum SARS-CoV și MERS-CoV. Ca și SARS-CoV, este un membru al Beta-CoV lineage B (adică subgenul Sarbecovirus). Optsprezece genomuri din noul coronavirus au fost izolate și raportate, printre care BetaCoV/Wuhan/IVDC-HB-01/2019, BetaCoV/Wuhan/IVDC-HB-04/2020, BetaCoV/Wuhan/IVDC-HB-05/2019, BetaCoV/Wuhan/WIV04/2019, și BetaCoV/Wuhan/IPBCAMS-WH-01/2019 de la China CDC, Institute of Pathogen Biology și Spitalul Wuhan Jinyintan. Secvența ARN este de aproximativ 30 kb lungime. Modele structurale comparative ale proteazei coronavirusului 2019-nCoV sunt disponibile de la Innophore GmbH, care au efectuat experimente de andocare a unor medicamente.

### Biologie structurală
Publicarea genomului a condus la mai multe experimente de modelare a proteinei receptor de legare (RBD) a proteinei nCoV spike (S). Până pe 23 ianuarie 2020, două grupuri din China consideră că proteina S păstrează suficientă afinitate cu receptorul SARS (enzima de conversie a angiotensinei 2, ACE2) pentru a fi folosită drept mecanism de intrare în celulă. Dată fiind analiza fluorescentă din Shi ZL et al, este aproape sigur că 2019-nCoV folosește ACE2 drept receptor. Pe 22 ianuarie, două grupuri, unul în China, care lucrează cu întregul virus, și unul în SUA, au demonstrat experimental și independent că ACE2 este receptor pentru 2019-nCoV. O imagine la nivel atomic a proteinei S a fost creată folosind microscopie electronică criogenică.

## Transmitere
Transmiterea directă om–om a fost confirmată în Guangdong, China, potrivit lui Zhong Nanshan, șeful comisiei de sănătate și investigare a focarului.

## Tratament
Nu există nici un tratament specific pentru acest virus disponibil în prezent, dar antivirale existente ar putea fi reutilizate.Singurul tratament este vaccinul anti-covid care s-a dovedit a fi eficient 

## Răspândire
Mai jos, se afișează numărul cazurilor de îmbolnăviri și decese după țară.
| Țară și/sau regiune                   | Cazuri confirmate | Decese  | Vindecări      | Note          |
| ------------------------------------- | ----------------- | ------- | -------------- | ------------- |
| Total                                 | 24.011.502        | 821.909 | 15.636.116     |               |
| Statele Unite                         | 21.899.331        | 181.791 | 3.002.904      |               |
| India                                 | 10.310.234        | 60.472  | 2.523.771      |               |
| Brazilia                              | 7.817.156         | 117.665 | 2.908.848      |               |
| Rusia                                 | 3.275.576         | 16.804  | 792.561        |               |
| Regatul Unit                          | 2.728.848         | 41.465  | fără date      |               |
| Franța                                | 2.653.587         | 30.544  | 85.524         |               |
| Turcia                                | 2.262.507         | 6.183   | 239.797        |               |
| Italia                                | 2.262.540         | 35.458  | 206.329        |               |
| Spania                                | 1.919.849         | 28.971  | 150.376        |               |
| Germania                              | 1.839.000         | 9.352   | 210.597        |               |
| Columbia                              | 1.672.270         | 18.184  | 407.121        |               |
| Argentina                             | 1.670.175         | 7.839   | 268.788        |               |
| Mexic                                 | 1.573.888         | 18.184  | 396.758        |               |
| Polonia                               | 1.330.689         | 2.010   | 44.097         |               |
| Ucraina                               | 1.112.059         | 2.403   | 54.217         |               |
| Africa de Sud                         | 615.701           | 13.502  | 525.242        |               |
| Peru                                  | 613.378           | 28.124  | 421.877        |               |
| Chile                                 | 402.365           | 10.990  | 376.298        |               |
| Iran                                  | 365.606           | 21.020  | 314.870        |               |
| Arabia Saudită                        | 310.836           | 3.755   | 284.945        |               |
| Bangladesh                            | 302.147           | 4.082   | 190.183        |               |
| Pakistan                              | 294.638           | 6.274   | 279.561        |               |
| Irak                                  | 215.784           | 6.668   | 157.215        |               |
| Filipine                              | 205.581           | 3.234   | 133.990        |               |
| Indonezia                             | 162.884           | 7.064   | 118.575        |               |
| Canada                                | 126.228           | 9.064   | 112.285        |               |
| Qatar                                 | 117.742           | 194     | 115.558        |               |
| Bolivia                               | 112.094           | 4.726   | 50.397         |               |
| Ecuador                               | 110.549           | 6.410   | 95.097         |               |
| Israel                                | 108.964           | 875     | 87.011         |               |
| Kazahstan                             | 105.075           | 1.523   | 93.990         |               |
| Egipt                                 | 97.825            | 5.317   | 68.713         |               |
| Republica Dominicană                  | 92.557            | 5.317   | 63.478         |               |
| Panama                                | 89.082            | 1.932   | 63.595         |               |
| Suedia                                | 87.072            | 5.817   | fără date      |               |
| China                                 | 85.004            | 4.634   | 80.046         |               |
| Oman                                  | 84.818            | 646     | 79.406         |               |
| Belgia                                | 82.447            | 9.878   | 18.291         |               |
| Kuweit                                | 82.271            | 521     | 73.402         |               |
| România                               | 81.646            | 3.421   | 36.286         |               |
| Belarus                               | 70.974            | 657     | 69.378         |               |
| Guatemala                             | 70.714            | 2.662   | 58.783         |               |
| Țările de Jos                         | 68.114            | 6.215   | Fără date      |               |
| Emiratele Arabe Unite                 | 68.020            | 378     | 59.070         |               |
| Japonia                               | 64.668            | 1.226   | 52.823         |               |
| Honduras                              | 56.649            | 1.747   | 9.169          |               |
| Singapore                             | 56.495            | 27      | 54.971         |               |
| Portugalia                            | 56.274            | 1.807   | 41.184         |               |
| Maroc                                 | 55.864            | 984     | 40.586         |               |
| Nigeria                               | 52.800            | 1.007   | 39.964         |               |
| Bahrain                               | 45.221            | 725     | 6.311          |               |
| Etiopia                               | 43.769            | 270     | 42.048         |               |
| Kârgâzstan                            | 43.358            | 1.057   | 37.217         |               |
| Armenia                               | 43.067            | 861     | 36.729         |               |
| Algeria                               | 42.619            | 1.465   | 29.886         |               |
| Venezuela                             | 41.158            | 343     | 32.015         |               |
| Elveția                               | 40.645            | 1.723   | 35.000         |               |
| Uzbekistan                            | 40.195            | 295     | 36.562         |               |
| Afganistan                            | 38.113            | 1.401   | 29.037         |               |
| Costa Rica                            | 36.307            | 386     | 13.317         |               |
| Azerbaidjan                           | 35.707            | 522     | 33.281         |               |
| Moldova                               | 34.982            | 967     | 24.156         |               |
| Nepal                                 | 34.418            | 175     | 19.504         |               |
| Kenya                                 | 33.016            | 564     | 19.296         |               |
| Serbia                                | 3.029             | 43      | 1.218          |               |
| Irlanda                               | 3.004             | 56      | 2.787          |               |
| Austria                               | 2.691             | 150     | 1.374          |               |
| El Salvador                           | 2.603             | 104     | 1.661          |               |
| Australia                             | 2.336             | 10      | 1.775          |               |
| Azerbaidjan                           | 2.279             | 28      | 1.576          |               |
| Camerun                               | 2.267             | 108     | 1.221          |               |
| Bolivia                               | 2.266             | 106     | 237            |               |
| Croația                               | 2.161             | 86      | 1.689          |               |
| Puerto Rico                           | 2.156             | 107     | 746            |               |
| Bosnia și Herțegovina                 | 2.070             | 98      | 960            |               |
| Guinea                                | 2.009             | 11      | 663            |               |
| Bulgaria                              | 1.911             | 88      | 422            |               |
| Islanda                               | 1.801             | 10      | 1.765          |               |
| Honduras                              | 1.771             | 107     | 192            |               |
| Cuba                                  | 1.741             | 74      | 1.078          |               |
| Estonia                               | 1.725             | 56      | 704            |               |
| Coasta de Fildeș                      | 1.602             | 20      | 754            |               |
| Macedonia de Nord                     | 1.586             | 1       | 18             |               |
| Senegal                               | 1.551             | 13      | 611            |               |
| Slovacia                              | 1.455             | 26      | 905            |               |
| Slovenia                              | 1.450             | 100     | 252            |               |
| Lituania                              | 1.436             | 49      | 765            |               |
| Noua Zeelandă                         | 1.142             | 21      | 1.368          |               |
| Djibouti                              | 1.135             | 3       | 824            |               |
| Sudan                                 | 1.111             | 59      | 102            |               |
| USS Theodore Roosevelt (CVN-71)       | 1.102             | 2       | 53             | [ 25 ]        |
| Charles de Gaulle (R91)               | 1.081             | 0       | 0              | [ 26 ] [ 27 ] |
| Hong Kong                             | 1.045             | 4       | 960            |               |
| Tunisia                               | 1.030             | 5       | 638            |               |
| Republica Democrată Congo             | 937               | 39      | 130            |               |
| Kârgâzstan                            | 931               | 12      | 658            |               |
| Letonia                               | 928               | 18      | 464            |               |
| Somalia                               | 928               | 44      | 106            |               |
| Guatemala                             | 900               | 24      | 101            |               |
| Cipru                                 | 891               | 15      | 400            |               |
| Kosovo                                | 862               | 28      | 622            |               |
| Albania                               | 850               | 31      | 620            |               |
| Sri Lanka                             | 835               | 9       | 240            |               |
| Liban                                 | 796               | 26      | 223            |               |
| Niger                                 | 795               | 44      | 600            |               |
| El Salvador                           | 784               | 16      | 276            |               |
| Costa Rica                            | 773               | 6       | 461            |               |
| Andorra                               | 752               | 47      | 526            |               |
| Burkina Faso                          | 744               | 48      | 566            |               |
| Maldive                               | 744               | 3       | 20             |               |
| Diamond Princess                      | 712               | 14      | 651            |               |
| Uruguay                               | 694               | 18      | 506            |               |
| Mali                                  | 668               | 35      | 285            |               |
| Georgia                               | 626               | 10      | 297            |               |
| San Marino                            | 623               | 41      | 114            |               |
| Kenya                                 | 621               | 29      | 202            |               |
| Gabon                                 | 620               | 8       | 110            |               |
| Guineea-Bissau                        | 594               | 2       | 0              |               |
| Paraguay                              | 61                | 1       | 25             |               |
| Tajikistan                            | 522               | 12      | 510            |               |
| Tanzania                              | 509               | 21      | 183            |               |
| Iordania                              | 508               | 9       | 385            |               |
| Malta                                 | 489               | 5       | 419            |               |
| Jamaica                               | 490               | 9       | 62             |               |
| Taiwan                                | 440               | 6       | 355            |               |
| Guineea Ecuatorială                   | 439               | 4       | 13             |               |
| Venezuela                             | 388               | 10      | 190            |               |
| Palestina                             | 375               | 4       | 282            |               |
| Mauritius                             | 332               | 10      | 320            |               |
| Insula Man                            | 329               | 23      | 271            |               |
| Muntenegru                            | 324               | 8       | 267            |               |
| Jersey                                | 293               | 25      | 207            |               |
| Vietnam                               | 288               | 0       | 241            |               |
| Congo                                 | 274               | 10      | 33             |               |
| Rwanda                                | 273               | 0       | 136            |               |
| Ciad                                  | 260               | 28      | 50             |               |
| Sierra Leone                          | 257               | 17      | 54             |               |
| Guernsey                              | 252               | 13      | 225            |               |
| Benin                                 | 242               | 2       | 62             |               |
| Republica Populară Luhansk            | 232               | 2       | 12             |               |
| Republica Capului Verde               | 230               | 2       | 44             |               |
| São Tomé și Príncipe                  | 208               | 5       | 4              |               |
| Liberia                               | 199               | 20      | 100            |               |
| Etiopia                               | 194               | 4       | 95             |               |
| Madagascar                            | 193               | 0       | 101            |               |
| Insulele Feroe                        | 187               | 0       | 187            |               |
| Republica Populară Donețk             | 180               | 5       | 27             |               |
| Myanmar                               | 177               | 6       | 67             |               |
| Zambia                                | 167               | 4       | 111            |               |
| Eswatini                              | 159               | 2       | 12             |               |
| Guam                                  | 149               | 5       | 128            |               |
| Costa Atlantica                       | 148               | 0       | 0              |               |
| Gibraltar                             | 146               | 0       | 141            |               |
| Haiti                                 | 146               | 12      | 17             |               |
| Togo                                  | 145               | 10      | 85             |               |
| Republica Centrafricană               | 143               | 0       | 10             |               |
| Brunei                                | 141               | 1       | 131            |               |
| Greg Mortimer                         | 128               | 0       | Nu există date |               |
| Cambodgia                             | 122               | 0       | 120            |               |
| Sudanul de Sud                        | 120               | 0       | 0              |               |
| Bermuda                               | 118               | 7       | 64             |               |
| Trinidad și Tobago                    | 116               | 8       | 103            |               |
| Nepal                                 | 109               | 0       | 30             |               |
| Ciprul de Nord                        | 108               | 4       | 103            |               |
| Aruba                                 | 101               | 9       | 89             |               |
| Uganda                                | 101               | 0       | 55             |               |
| Monaco                                | 95                | 4       | 82             |               |
| Guyana                                | 94                | 10      | 35             |               |
| Bahamas                               | 92                | 11      | 31             |               |
| Barbados                              | 83                | 7       | 53             |               |
| Liechtenstein                         | 82                | 1       | 55             |               |
| Mozambic                              | 82                | 0       | 27             |               |
| Insulele Cayman                       | 81                | 1       | 41             |               |
| MV Artania                            | 81                | 0       | 4              |               |
| USS Kidd (DDG-100)                    | 78                | 0       | 0              |               |
| Sint Maarten                          | 76                | 14      | 46             |               |
| Insulele Virgine Americane            | 68                | 4       | 57             |               |
| Libia                                 | 64                | 3       | 24             |               |
| Polinezia Franceză                    | 60                | 0       | 56             |               |
| Siria                                 | 47                | 3       | 29             |               |
| Macau                                 | 45                | 0       | 40             |               |
| Angola                                | 43                | 2       | 11             |               |
| Malawi                                | 43                | 3       | 14             |               |
| Mongolia                              | 42                | 0       | 13             |               |
| Eritrea                               | 39                | 0       | 37             |               |
| Yemen                                 | 34                | 7       | 1              |               |
| Zimbabwe                              | 34                | 4       | 9              |               |
| Antigua și Barbuda                    | 24                | 3       | 11             |               |
| Timorul de Est                        | 24                | 0       | 21             |               |
| Botswana                              | 23                | 1       | 0              |               |
| Grenada                               | 21                | 0       | 13             |               |
| Gambia                                | 20                | 1       | 9              |               |
| Laos                                  | 19                | 0       | 9              |               |
| Belize                                | 18                | 2       | 16             |               |
| Fiji                                  | 18                | 0       | 14             |               |
| Noua Caledonie                        | 18                | 0       | 18             |               |
| Sfânta Lucia                          | 18                | 0       | 17             |               |
| Saint Vincent and the Grenadines      | 17                | 0       | 9              |               |
| Curaçao                               | 16                | 1       | 14             |               |
| Dominica                              | 16                | 0       | 14             |               |
| Namibia                               | 16                | 0       | 10             |               |
| Nicaragua                             | 16                | 6       | 7              |               |
| Burundi                               | 15                | 1       | 7              |               |
| Comunitatea Insulelor Mariane de Nord | 15                | 2       | 12             |               |
| Sfântul Cristofor și Nevis            | 15                | 0       | 13             |               |
| Insulele Falkland                     | 13                | 0       | 13             |               |
| MS Zaandam                            | 14                | 4       | Nu există date |               |
| Coral Princess                        | 12                | 2       | Nu există date |               |
| Insulele Turks și Caicos              | 12                | 1       | 8              |               |
| Vatican                               | 12                | 0       | 2              |               |
| Groenlanda                            | 11                | 0       | 11             |               |
| Montserrat                            | 11                | 1       | 8              |               |
| Seychelles                            | 11                | 0       | 7              |               |
| Arțah                                 | 10                | 0       | 6              |               |
| Suriname                              | 10                | 1       | 9              |               |
| Comore                                | 8                 | 1       | 0              |               |
| HNLMS Dolfijn                         | 8                 | 0       | Nu există date |               |
| Mauritania                            | 8                 | 1       | 6              |               |
| Papua Noua Guinee                     | 8                 | 0       | 8              |               |
| Bhutan                                | 7                 | 0       | 5              |               |
| Insulele Virgine Britanice            | 7                 | 1       | 3              |               |
| Somaliland                            | 6                 | 0       | 1              |               |
| Abhazia                               | 3                 | 1       | 2              |               |
| Anguilla                              | 3                 | 0       | 3              |               |
| Osetia de Sud                         | 3                 | 0       | 0              |               |
| Bonaire                               | 2                 | 0       | 2              |               |
| Saba                                  | 2                 | 0       | 1              |               |
| Sint Eustatius                        | 2                 | 0       | 2              |               |
| Saint Pierre și Miquelon              | 1                 | 0       | 0              |               |
| Note: 1. 2.                           |                   |         |                |               |

## Epidemiologie

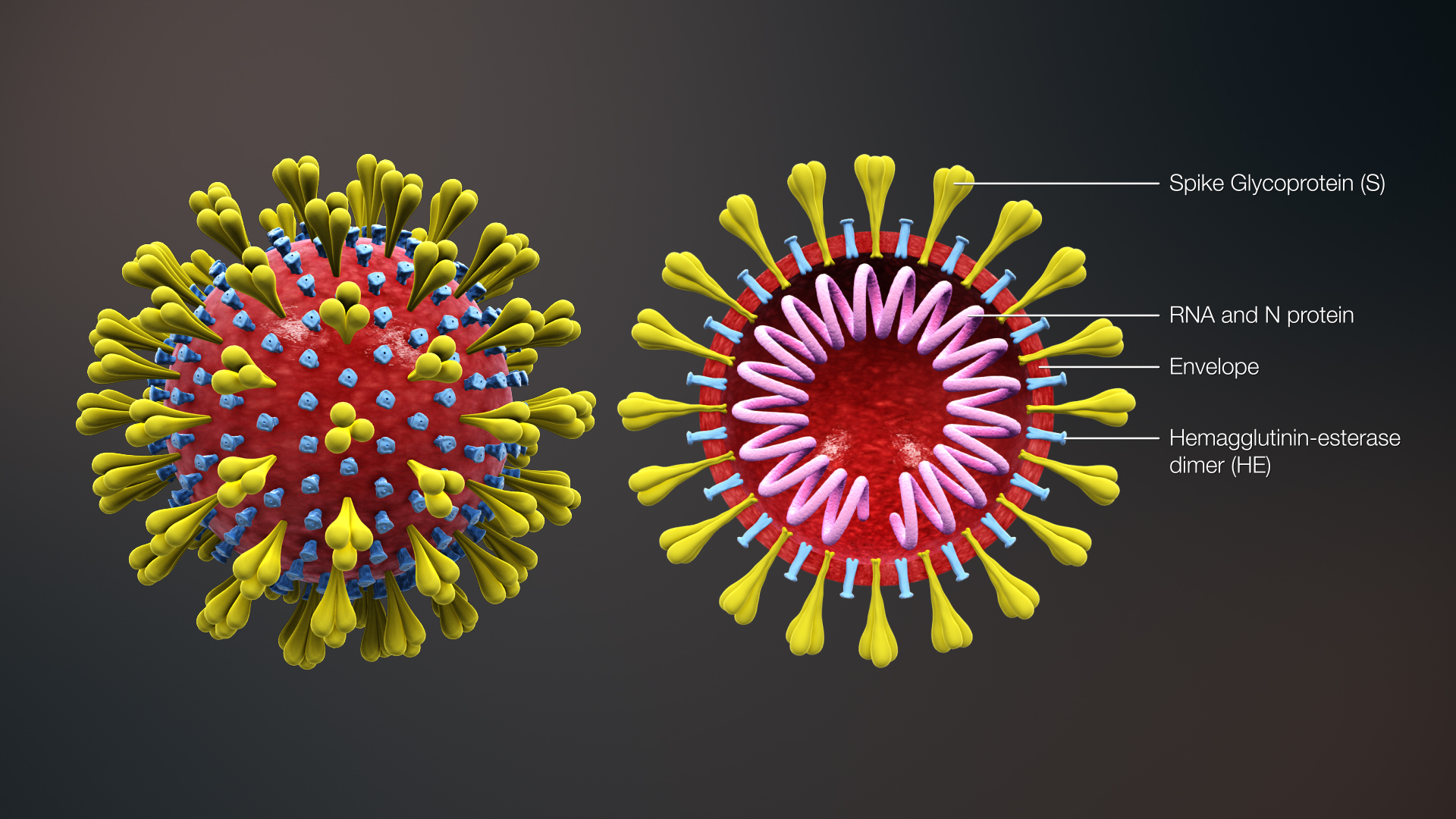
Images combined from a 3D medical animation, depicting the shape of coronavirus as well as the cross-sectional view. Image shows the major elements including the Spike S protein, HE protein, viral envelope, and helical RNA

Drept rezervor pentru acest virus sunt considerate a fi animalele la care au fost expuse persoanele infectate în piața de fructe de mare Huanan.
Pe 22 ianuarie 2020, Journal of Medical Virology a publicat un raport cu o analiză genomică care reflectă faptul că șerpii în zona Wuhan sunt „cel mai probabil rezervor de animale sălbatice” pentru virus, dar cercetări suplimentare sunt necesare. Un eveniment de recombinare omoloagă ar fi putut amesteca un virus „clade A” (virusuri SARS de liliac ca CoVZC45 și CoVZXC21) cu domeniul de legare ARN al unui Beta-CoV încă necunoscut. Unii oameni de știință cred că bolile ar putea avea la origine Bungarus multicinctus, un șarpe extrem de veninos găsit în piața Wuhan, unde se vinde ye wei.
Unii oameni de știință sunt sceptici cu privire la ipoteza că datele disponibile sugerează că doar mamiferele și păsările pot fi infectate de coronavirusuri.
O actualizare a unei publicații din 23 ianuarie 2020 pe bioRxiv sugerează că acest coronavirus este posibil a avea liliecii la origine, deoarece analiza efectuată de aceștia arată că nCoV-2019 este în măsură de 96% identic cu un coronavirus de liliac la nivelul întregului genom.

### Epidemie
Singurul focar cunoscut a fost detectat pentru prima oară în Wuhan, China, spre sfârșitul lunii decembrie 2019. Virusul s-a răspândit ulterior în Bangkok, Tokyo, Seul, Beijing, Shanghai, Guangdong, Dayuan, Hong Kong, Macao, statele Washington și Illinois din SUA, Vietnam, Singapore, Melbourne, Australia și Franța (Bordeaux și Paris).
Oamenii de știință de la Medical Research Council's Centre for Global Infectious Disease Analysis de la Imperial College London estimează că până la 4.000 de persoane sunt infectate cu acest coronavirus în orașul Wuhan.
Numărul deceselor a ajuns la 305, iar numărul cazurilor a ajuns la 14.642 pe 1 februarie 2020.
La sfârșitul lunii ianuarie, acest virus a fost declarat ca fiind o urgență medicală globală de către OMS, pe motivul răspândirii acesteia în alte țări decât China, numărului mare de oameni infectați (peste 7.700) și numărului de decese (peste 170).

## Variante

### B.1.1.7 (alfa, prima variantă britanică)
Odată cu începerea campaniei de vaccinare anticovid, s-a observat apariția unor variante noi ale virusului. În decembrie 2020 în Marea Britanie (prima țară europeană care a început vaccinarea anticovid) s-a descoperit o nouă variantă a virusul care avea o mortalitate cu 30% mai mare decât cea inițială. Respectiva variantă a ajuns în ianuarie 2021 și în România.

### B.1.351 (beta, varianta sudafricană)
În Africa de Sud a apărut o variantă sudafricană, care în martie 2021 ajunsese și în România

### B.1525 (eta)
Universitatea din Edinburg (Marea Britanie) a identificat o nouă variantă de coronavirus, despre care se presupune că ar fi apărut în decembrie 2020

### B.1.526 (iota, varianta newyorkeză)
Descoperită în noiembrie 2020 în New York. Răspândită apoi în cel puțin 18 țări și 48 de state ale SUA

### B.1.427/B.1.429 (varianta californiană)
În California a fost descoperită inițial o nouă variantă de coronavirus, mai periculoasă decât tulpinile de până atunci

### N439K (varianta românească)
În România a circulat o variantă numită N439K, despre care cercetătorii chinezi au descoperit că ar fi mai rezistentă la anticorpi decât varianta originală

### P.1 Gama (varianta braziliană)
În Brazilia s-a dezvoltat o variantă braziliană, care cel târziu în 29 ianuarie 2021 ajunsese și în Europa

### B.1.617.2 (varianta delta)
Această variantă, originară din Marea Britanie dar răspândită la nivel global, se arată extrem de periculoasă, fiind mai contagioasă iar riscul de internare fiind dublu

## Legături externe
- Materiale media legate de SARS-CoV-2 la Wikimedia Commons